# 不屈の天才脚本家 ダルトン・トランボの半生
『不屈の天才脚本家 ダルトン・トランボの半生』（ふくつのてんさいきゃくほんか ダルトン・トランボのはんせい、Trumbo）は、ピーター・アスキン監督、クリストファー・トランボ脚本による2007年のアメリカ合衆国のドキュメンタリー映画である。1947年にハリウッドの映画界における共産主義者の影響を調査するための下院非米活動委員会（HUAC）での証言を拒否した10人の脚本家・監督・プロデューサーであるハリウッド・テンのメンバーとして投獄、ブラックリスト入りしたアカデミー賞受賞脚本家でクリストファーの父のダルトン・トランボの手紙が基となっている。
この映画はトロント国際映画祭で初公開された。映画にはクリップやインタビュー、マイケル・ダグラス、ジョアン・アレン、ドナルド・サザーランド、リーアム・ニーソン、ポール・ジアマッティらによるトランボの手紙の朗読、 デヴィッド・ストラザーンによる1970年のドランボの演説の再現などが含まれる。この朗読劇には『ニューヨーク・タイムズ』紙から「ダルトン・トランボが驚くほど舞台映えする私信」と評される1940年代後半から1960年代前半までの書簡の一部が含まれる。またHUACの公聴会の記録映像やホームムービー、「非常によく選ばれたトランボのインタビュー映像」なども交えながら朗読される。

## 評価
レビュー収集サイトのRotten Tomatoesでは55件の批評に基づいて支持率は82%、平均点は6.8/10となり、「『不屈の天才脚本家 ダルトン・トランボの半生』はブラックリストに載った脚本家のダルトン・トランボの人生と仕事をユーモアと悲しみをもって祝福している」とまとめられた。Metacriticでの加重平均値は18件の批評に基づいて71/100と示された。